# Etelgaro
Etelgaro (in anglosassone Æthelgar; ... – 13 febbraio 990) è stato un arcivescovo britannico, arcivescovo di Canterbury tra il 988 e il 990.

## Biografia
Monaco a Glastonbury e più tardi ad Abingdon, nel 964 fu nominato abate di New Minster: qui fu tradizionalmente ricordato per l'ampliamento dell'abbazia e per la traslazione delle reliquie di san Svitino. Il 2 maggio 980 fu consacrato vescovo di Selsey, continuando a reggere l'abbazia di New Minster. Verso la metà del 988 succedette a Dunstano come arcivescovo di Canterbury; probabilmente in quest'occasione lasciò l'amministrazione dell'abbazia. Morì il 13 febbraio 990.

## Genealogia episcopale
La genealogia episcopale è:
- Arcivescovo Oda di Canterbury
- Arcivescovo Dunstano di Canterbury, O.S.B.
- Arcivescovo Etelgaro